# Kanton Orbec
Der Kanton Orbec war von 1790 bis 2015 ein französischer Wahlkreis im Département Calvados und in der damaligen Region Basse-Normandie. Er umfasste 19 Gemeinden im Arrondissement Lisieux; sein Hauptort (frz.: chef-lieu) war Orbec. Die landesweiten Änderungen in der Zusammensetzung der Kantone brachten im März 2015 seine Auflösung. Vertreter im Generalrat des Départements war zuletzt von 2001 bis 2015 Patrick Beaujan (UDI). 
Der Kanton Orbec war 149,89 km2 groß und hatte 9388 Einwohner (Stand 2012).

## Gemeinden
| Gemeinde                                  | Einwohner (Stand: 2022) | Code postal | Code Insee |
| ----------------------------------------- | ----------------------- | ----------- | ---------- |
| Cernay                                    | 138                     | 14290       | 14147      |
| Cerqueux                                  | 97                      | 14290       | 14148      |
| La Chapelle-Yvon                          | 535                     | 14290       | 14154      |
| Courtonne-les-Deux-Églises                | 629                     | 14290       | 14194      |
| La Croupte                                | 134                     | 14140       | 14210      |
| Familly                                   | 117                     | 14290       | 14259      |
| La Folletière-Abenon                      | 140                     | 14290       | 14273      |
| Friardel                                  | 239                     | 14290       | 14292      |
| Meulles                                   | 386                     | 14290       | 14429      |
| Orbec                                     | 1963                    | 14290       | 14478      |
| Préaux-Saint-Sébastien                    | 38                      | 14290       | 14518      |
| Saint-Cyr-du-Ronceray                     | 647                     | 14290       | 14570      |
| Saint-Denis-de-Mailloc                    | 301                     | 14100       | 14571      |
| Saint-Julien-de-Mailloc                   | 506                     | 14290       | 14599      |
| Saint-Martin-de-Bienfaite-la-Cressonnière | 530                     | 14290       | 14621      |
| Saint-Martin-de-Mailloc                   | 999                     | 14100       | 14626      |
| Saint-Pierre-de-Mailloc                   | 512                     | 14290       | 14647      |
| Tordouet                                  | 272                     | 14290       | 14693      |
| La Vespière                               | 1181                    | 14290       | 14740      |

## Bevölkerungsentwicklung
| 1962 | 1968 | 1975 | 1982 | 1990 | 1999 | 2006 | 2011 |
| ---- | ---- | ---- | ---- | ---- | ---- | ---- | ---- |
| 8033 | 8124 | 8262 | 8536 | 8840 | 8826 | 9189 | 9403 |